# Punjaipugalur
Punjaipugalur é uma panchayat (vila) no distrito de Kapur, no estado da Índia de Tamil Nadu.

## Demografia
Segundo o censo de 2001,  Punjaipugalur  tinha uma população de 20,306 habitantes. Os indivíduos do sexo masculino constituem 50% da população e os do sexo feminino 50%. Punjaipugalur tem uma taxa de literacia de 69%, superior à média nacional de 59.5%: a literacia no sexo masculino é de 78% e no sexo feminino é de 61%. Em Punjaipugalur, 10% da população está abaixo dos 6 anos de idade.